# Victor Bendix
Victor Emanuel Bendix (født 17. maj 1851 i København, død 5. januar 1926 på Frederiksberg) var en dansk komponist, pianist og dirigent, gift med Rigmor Stampe Bendix. Hans ældre brødre Otto Bendix og Fritz Bendix var henholdsvis oboist/pianist og cellist. Victor Bendix fik en søn, pianisten Victor Schiøler, med en elskerinde.

## Liv og gerning
Victor Bendix fik musikundervisning af sin broder Otto og begyndte at komponere allerede som dreng. Han blev uddannet til pianist på Det Kgl. Danske Musikkonservatorium af blandt andre Niels W Gade, Hartmann, Tofte og August Winding og studerede en kort tid hos Franz Liszt.[kilde mangler] Virkede derefter som kordirigent, repetitør ved Det kgl. Teater, klaverlærer og koncertpianist. I 1882 fik han Det anckerske Legat og opholdt sig i længere tid i Tyskland og Rusland. Senere var han dirigent ved De filharmoniske Koncerter 1897-1901, som han selv tog initiativet til, og hvor han bl.a. dirigerede koncertopførelser af to Wagneroperaer, Siegfried og Tristan. Desuden Ragnarok Götterdämmerung i Dansk Koncertforening fra 1907-10. Han dirigerede tillige egne værker i Tyskland i 1903, i England i 1909 og i Finland i 1921. Bendix blev udnævnt til titulær professor 1898.
Han var aktiv som pianist gennem hele sit liv og spillede en lang række store kompositioner helt frem til sine sidste leveår. Også på anden måde fastholdt han sin aktive interesse for musiklivet. Han var formand for Solistforeningen 1922—26 og komponerede blandt andet denne Forenings festmarch.

## Virke som komponist
Som komponist skrev han et større antal sange og værker for klaver og orkester, endvidere for kor "Davids 33te Salme" (Op. 7, 1874) og en
klavertrio i A-Dur (Op. 12, 1877, tilegnet Rosenhoff). Blandt disse værker fremhæves symfonien "Fjeldstigning« (C-Dur, Op. 16, 1882, tilegnet Rigmor Bendix) inspireret af Holger Drachmanns digt med samme navn, symfonien "Sommerklange fra Sydrusland" (D-Dur, Op. 20, ca. 1887) inspireret af indtryk fra hans rejse i Rusland; den 3. symfoni (A-Mol, Op. 25, skrevet 1892) og den 4. Symfoni (D-Mol, Op. 30, 1905). For orkester skrev han endvidere suiter, en ouverture og en serenade samt en koncert for klaver og orkester i G-Mol (Op. 17, omarbejdet 1903). Hans kompositioner for klaver er ellers få, som de mest betydelige nævnes "5 Klavierstücke" (op. 1) med sonate i G-Mol, Op. 26, udg. 1901.
Hans skrev en række sange dels med danske dels med tyske tekster. Disse sange præges af en stærk indføling i teksternes stemning og en beundringsværdig musikalsk diktion.
I hans musik brydes tydeligt gammelt og nyt: hans ældre værker hviler på en klassisk-romantisk og udpræget dansk musikalsk tradition, mens hans senere værker er prægede af stilblandinger fra tiden op mod århundredskiftet, hvor især nyere tyske strømninger påvirkede hans musik. Mange af hans senere værker visse disse træk sideløbende.

## Musikken
- op. 1 5 Klaverstykker
- op. 2 In kleineren Style (klaver)
- op. 3 Lieder
- op. 4 Philinens Lied
- op. 5 Drei ernste Gesänge (1875)
- op. 6 Almas sonetter (1874)
- op. 7 Davids 33. Salme for Kor og Orkester (1874)
- op. 8 Seelenerlebnisse (klaver)
- op. 9 Stimmungsbilder (sange)
- op. 10 Balletimprovisationer (klaver)
- op. 11 Nocturne og vals (klaver)
- op. 12 Klavertrio i A-dur (1877)
- op. 15 Suite for orkester (1881)
- op. 16 Symfoni i C-dur (Fjeldstigning 1882)
- op. 17 Klaverkoncert i g-mol (1884)
- op. 18 Zehn Lieder (1885)
- op. 19 Lystspilouverture (1886)
- op. 20 Symfoni nr. 2 I D-dur (Sommerklange fra Rusland 1888)
- op. 21 sange af Victor Hugo (1887)
- op. 22 Album (10 klaverstykker)
- op. 23 6 danske sange
- op. 25 Symfoni nr. 3 i a-mol (1895)
- op. 26 Klaversonate i g-mol (1900)
- op. 27 Fabler og vers
- op. 28 Welke Blätter (1903)
- op. 29 Dansesuite (1903)
- op. 30 Symfoni nr. 4 i d-mol (1908)
- op. 31 9 danske sange
- op. 32 5 deutsche Gesänge 1912
- op. 33 5 klaverstykker

- Serenade i A-dur (orkester)
- Esperantosange 1907
- nodemanuskripter i Det kongelige Bibliotek